# Honda P series (Robots)

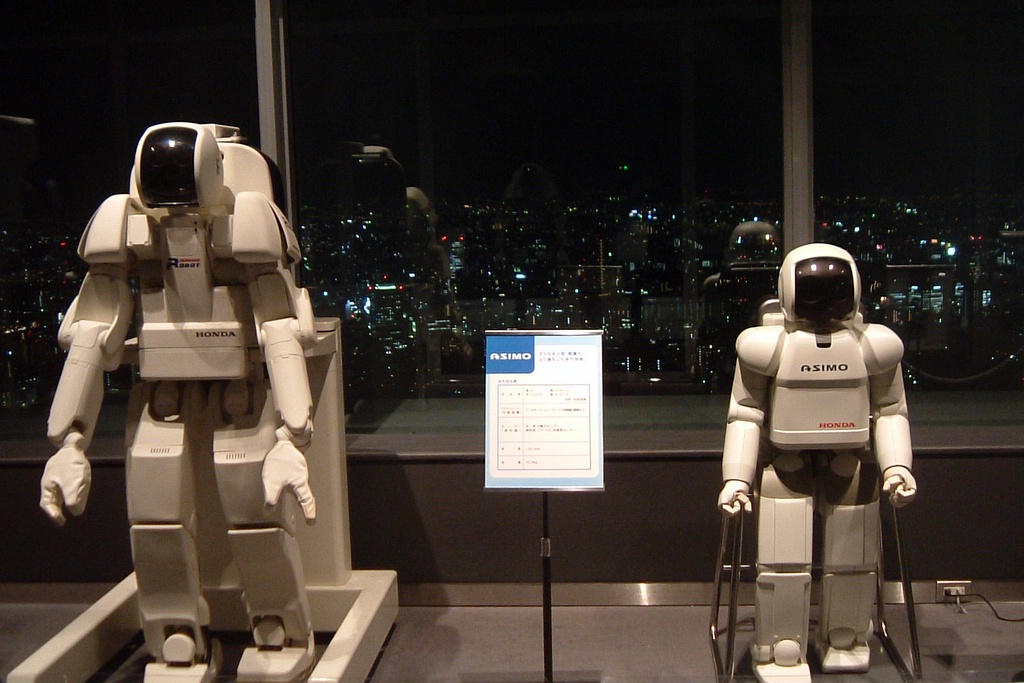
Modelo P3 (izq) junto a ASIMO

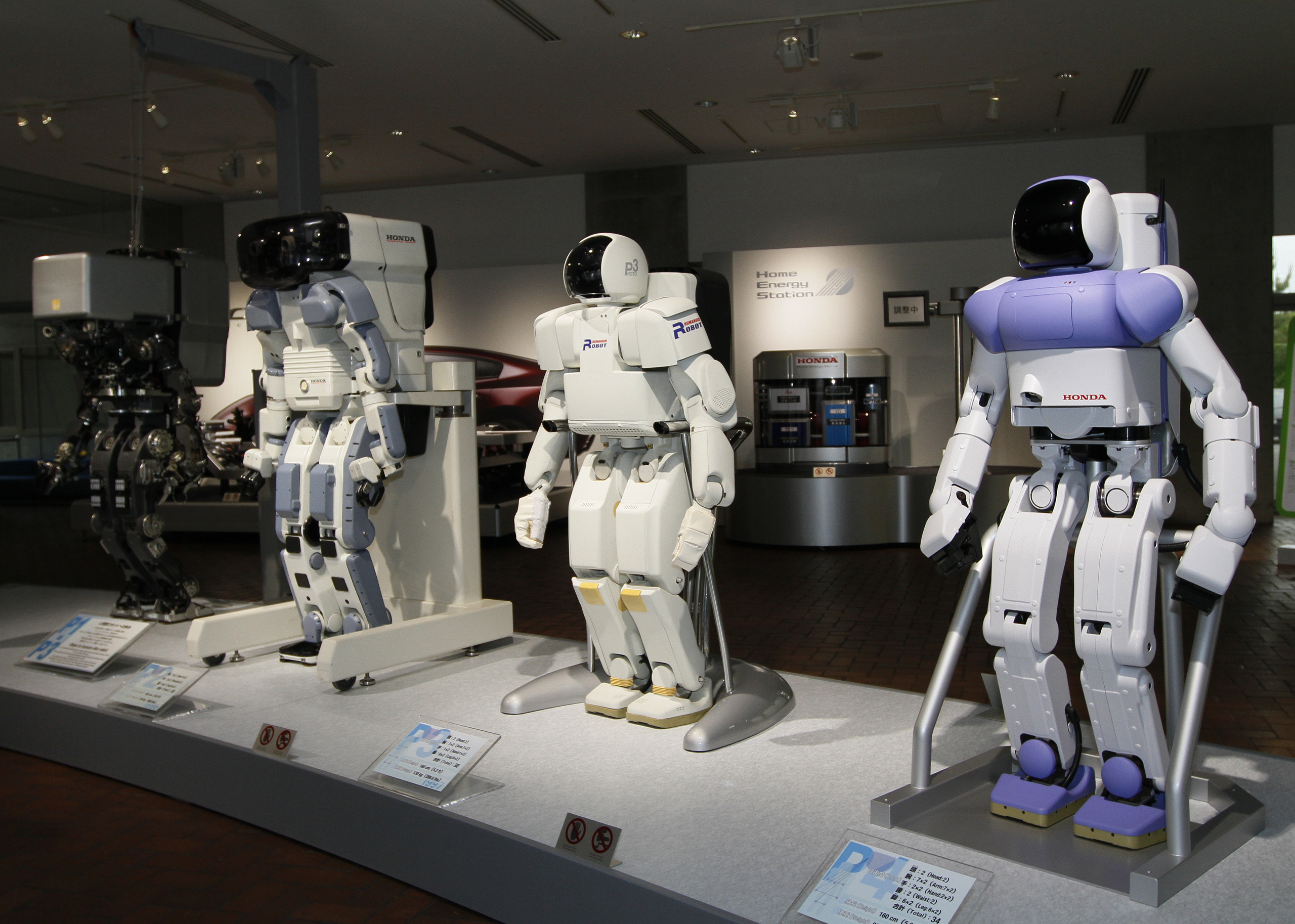
P1, P2, P3 y P4 (de izquierda a derecha)

La series P fue una colección de sucesivos robots humanoides creados por Honda. La investigación realizada permitió la creación de ASIMO.
- P1 desarrollado en 1993[1]
- P2 desarrollado en 1996[1]
- P3 desarrollado en 1997[1]

|                              | P1 (1993)             | P2 (1996)             | P3 (1997)             | P4 (2000) | -> | ASIMO (2001)  | ASIMO (2005)                          |
| Peso                         | 175 kg                | 210 kg                | 130 kg                | 80 kg     | -> | 52 kg         | 54 kg                                 |
| Altura                       | 191.5 cm              | 182.0 cm              | 160.0 cm              | 160.0 cm  | -> | 120.0 cm      | 130.0 cm                              |
| Anchura                      |                       | 60.0 cm               | 60.0 cm               |           | -> | 45.0 cm       | 45.0 cm                               |
| Profundidad                  |                       | 75.8 cm               | 55.5 cm               |           | -> | 44.0 cm       | 37.0 cm                               |
| Velocidad                    |                       | 2 km/h                | 2 km/h                | 2 km/h    | -> | 1.6 km/h      | 2.7 km/h (andando) 6 km/h (corriendo) |
| Carga máxima de trabajo      |                       | 5 kg/mano             | 2 kg/mano             |           | -> |               | 1 kg (llevando) 10kg (En carro)       |
| Batería                      | 135 V - 6 A·h - Ni-Zn | 135 V - 6 A·h - Ni-Zn | 135 V - 6 A·h - Ni-Zn |           | -> | 38.4 V - NiMH | 51.8 V - Li-ion                       |
| Tiempo de operación continua |                       | 15 minutos            | 25 minutos            |           | -> | 30 minutos    | 1 hora (andando)                      |
| Grados de libertad           | 30                    | 30                    | 28                    | 34        | -> | 26            | 34                                    |
| Imagen                       |                       |                       |                       |           | -> |               |                                       |

Notas:
- El P1 se desarrolló en 1993 pero no se dio a conocer y Honda mantuvo su existencia en secreto hasta el anuncio del P2 en 1996
- El P4 se desarrolló en 2000 y originalmente se dio a conocer como el "prototipo P3" (P3改良型試作機).[3][4] En 2009, el modelo fue anunciado como el "P4"